# Zandslak
De zandslak (Theba pisana) is een slakkensoort uit de familie van de Hygromiidae. De wetenschappelijke naam van de soort is voor het eerst geldig gepubliceerd in 1774 door Müller.
In Nederland komt de ondersoort Theba pisana pisana (eveneens "Zandslak") voor, doch niet algemeen, in het zuidwesten van het land.

## Beschrijving
Het huisje van de Nederlandse zandslak is met afmetingen van ca 12-19 bij  16-24 mm matig bol-kegelvorming en relatief klein. Elders in Europa is de Theba pisana iets groter met afmetingen van 9-20 bij 12-25 mm.
Het huisje van de zandslak heeft 5 tot 6 windingen, gescheiden door een ondiepe sutuur. De navel van het huisje is smal en deels bedekt door de columellaire lip. De mondopening toont nagenoeg geen verdikking. De textuur van het huisje bevat fijne radiale en spiraallijnen. 
De kleur van de Nederlandse zandslak varieert van wit to licht geelachtig. Het is vaak bedekt met een patroon van vlekken en streepjes die soms donkere banden vormen.  Wereldwijd zijn er echter nog veel meer variaties, hetgeen onder meer blijkt uit het grote aantal ondersoorten (zie galerij).

## Habitat en verspreiding

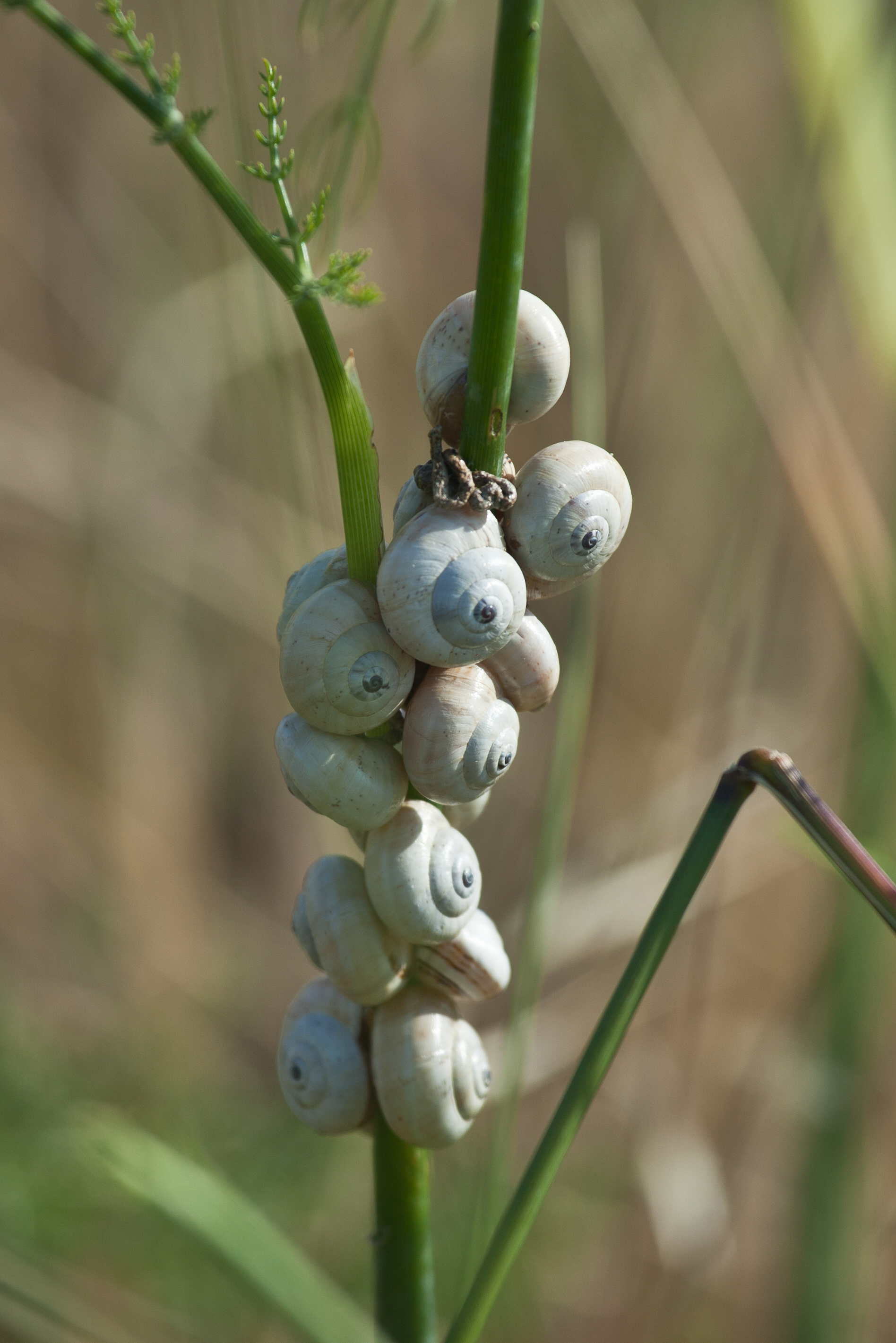
De zandslak samengekluit.

De zandslak leeft in droge en zonnige gebieden, meestal in de duinen aan de kust. Ze zijn vaak in grote hoeveelheden bij elkaar te vinden op struiken, muurtjes en andere plaatsen, alwaar ze kluiten vormen ter bescherming tegen dehydratie.
In Nederland kwam de zandslak vooral in de duingebieden aan de zuidwestelijke kust voor. Anno 2015 is de soort enigszins het land in verspreid.

## Economische waarde
De zandslak is een eetbare slak. Het is echter niet geschikt voor de slakkenkweek, maar wordt in de natuur geraapt. Deze praktijk komt met name in mediterrane landen als Frankrijk, Spanje, Italië en Griekenland traditioneel veel voor.
Aldaar wordt met name de smaak van het vlees van de zandslak gewaardeerd als het op venkel-dieet is geweest.

## Galerij

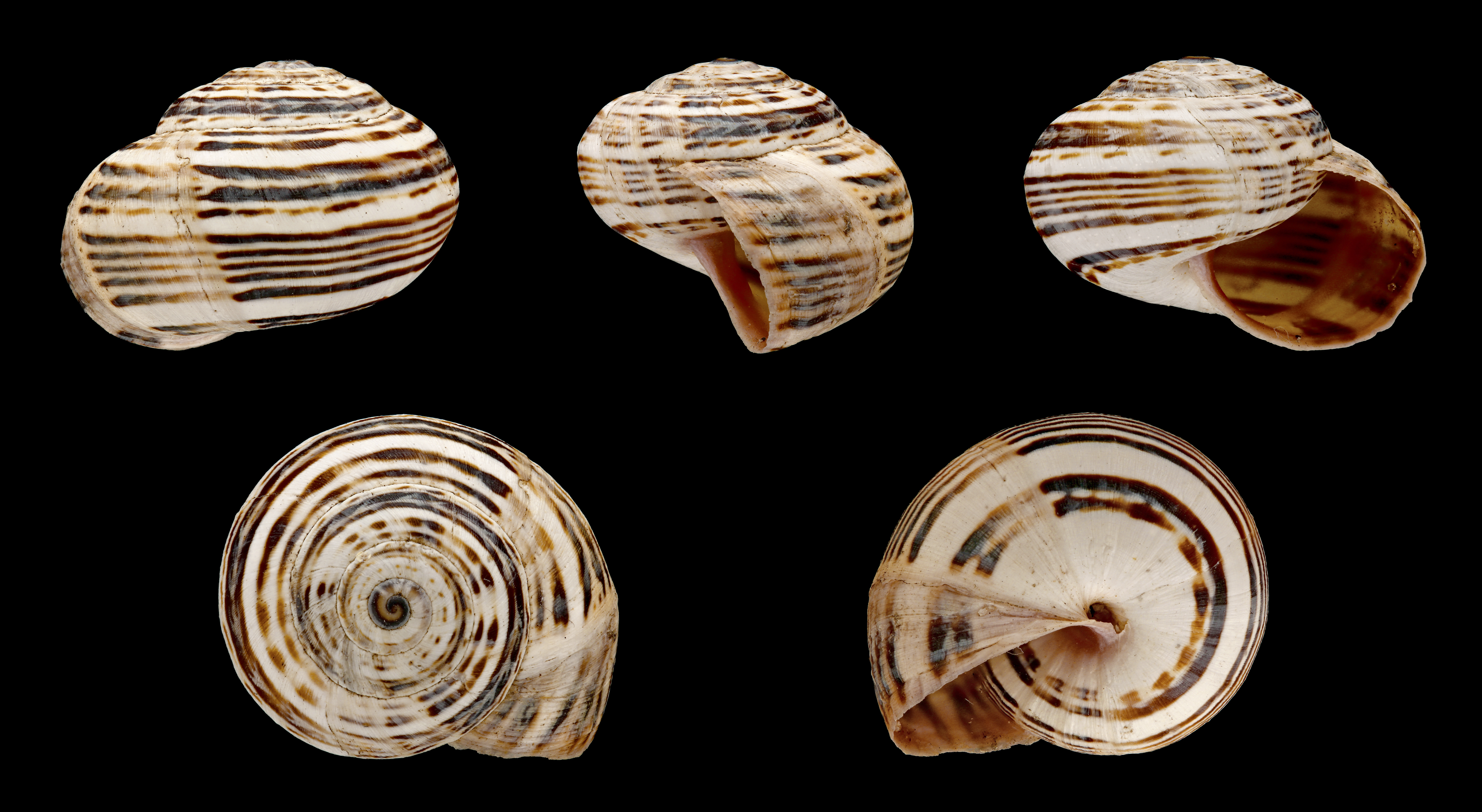
Theba pisana pisana
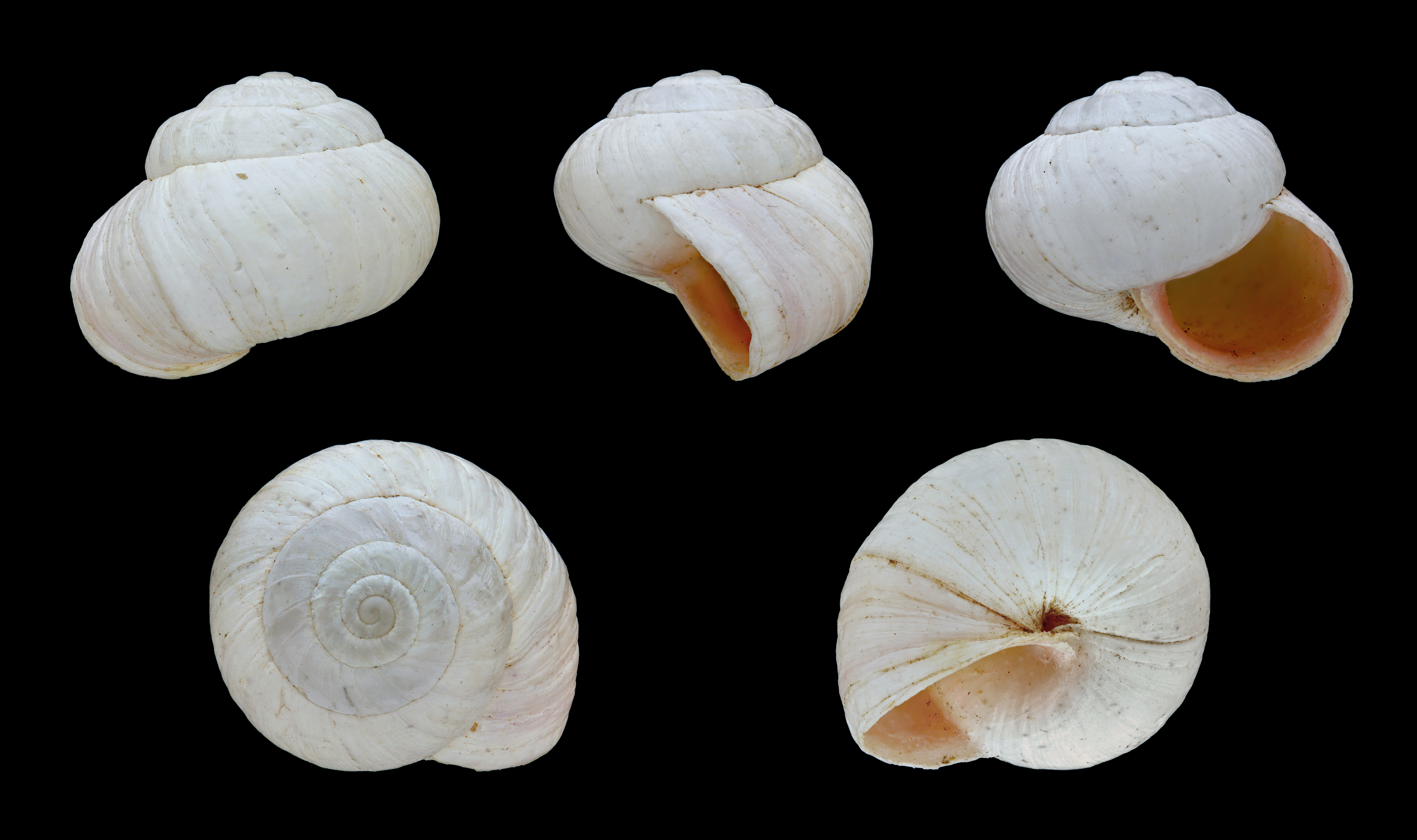
Theba pisana pisana
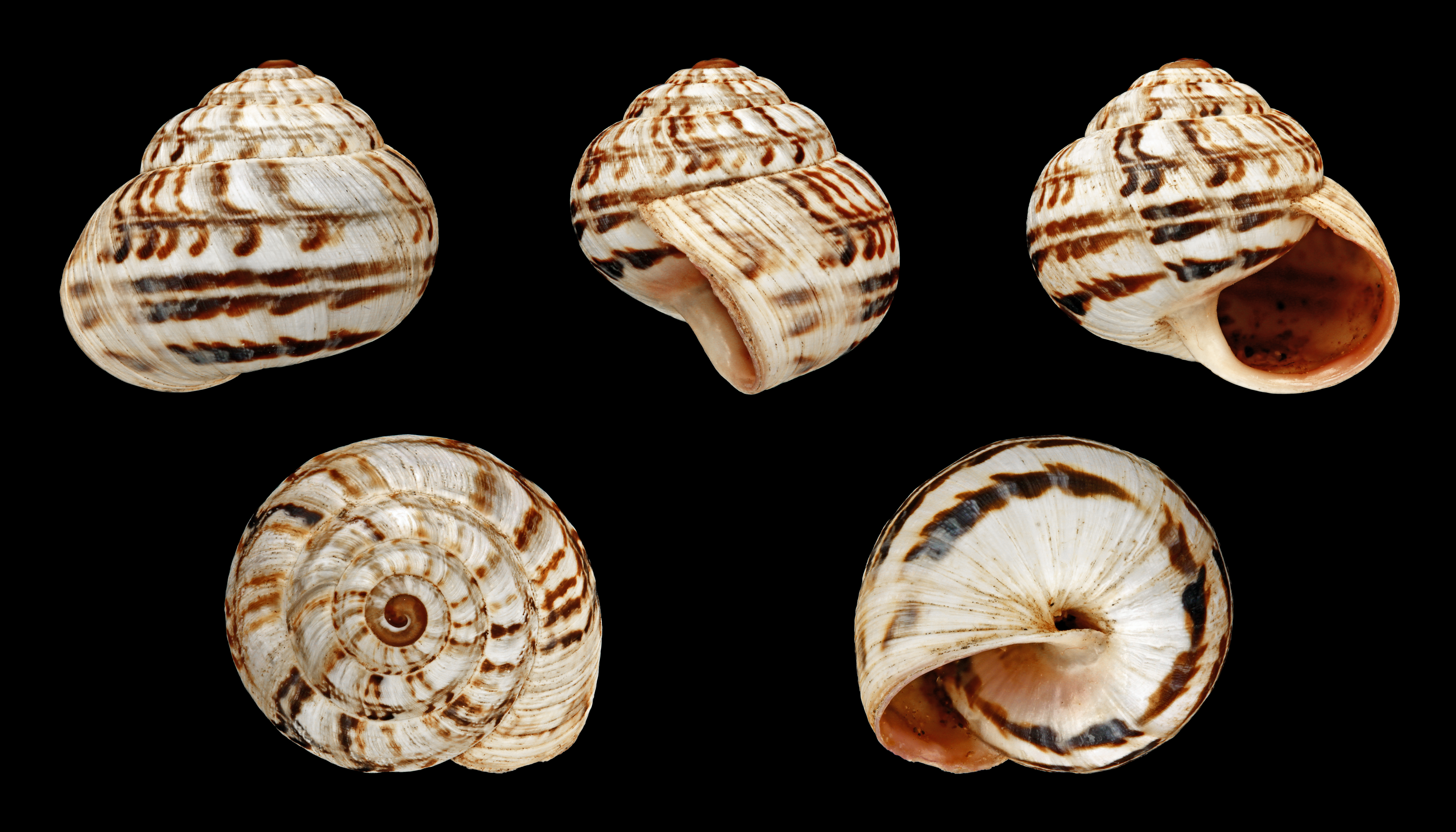
Theba pisana ampullacea
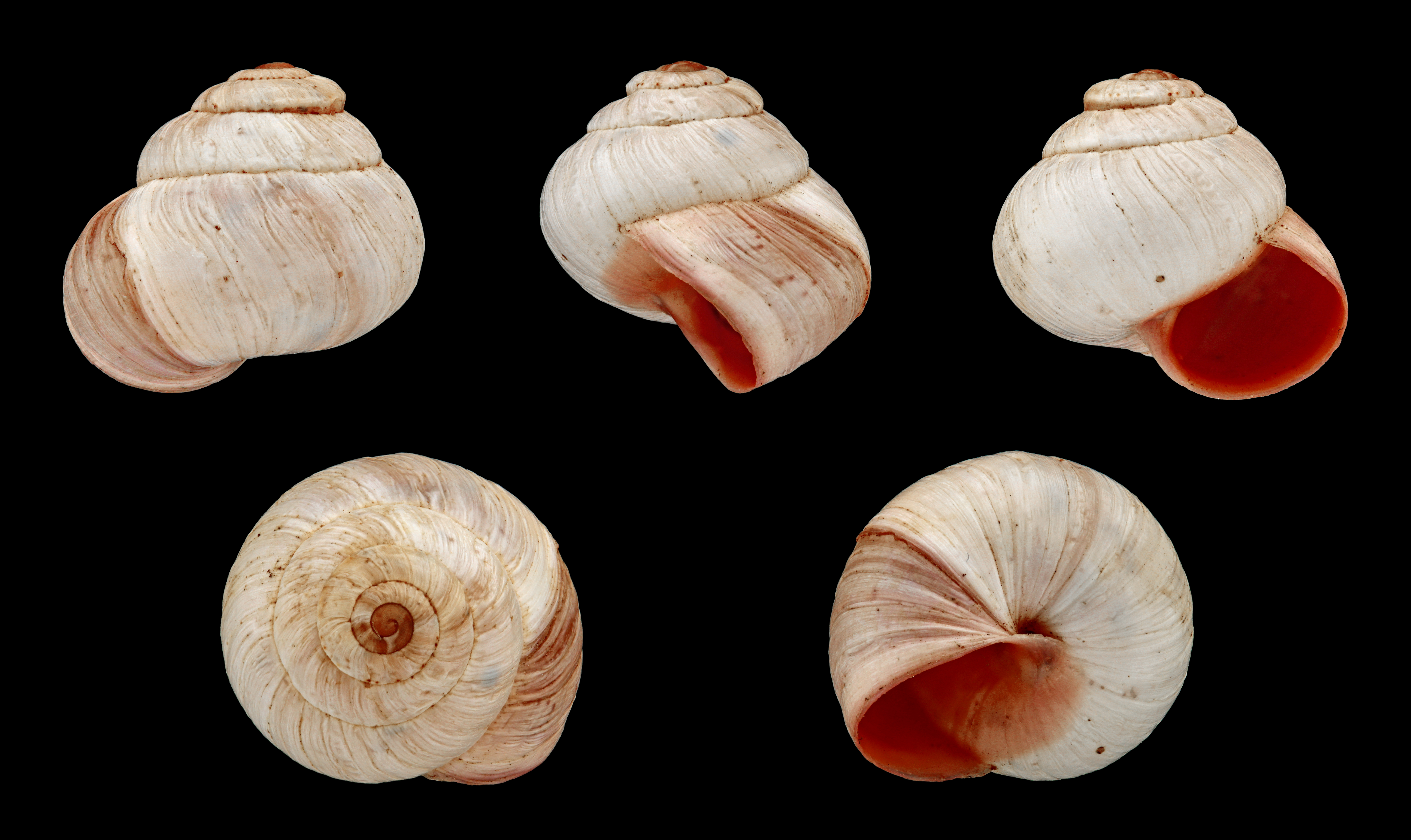
Theba pisana ampullacea
Theba pisana carpiensis
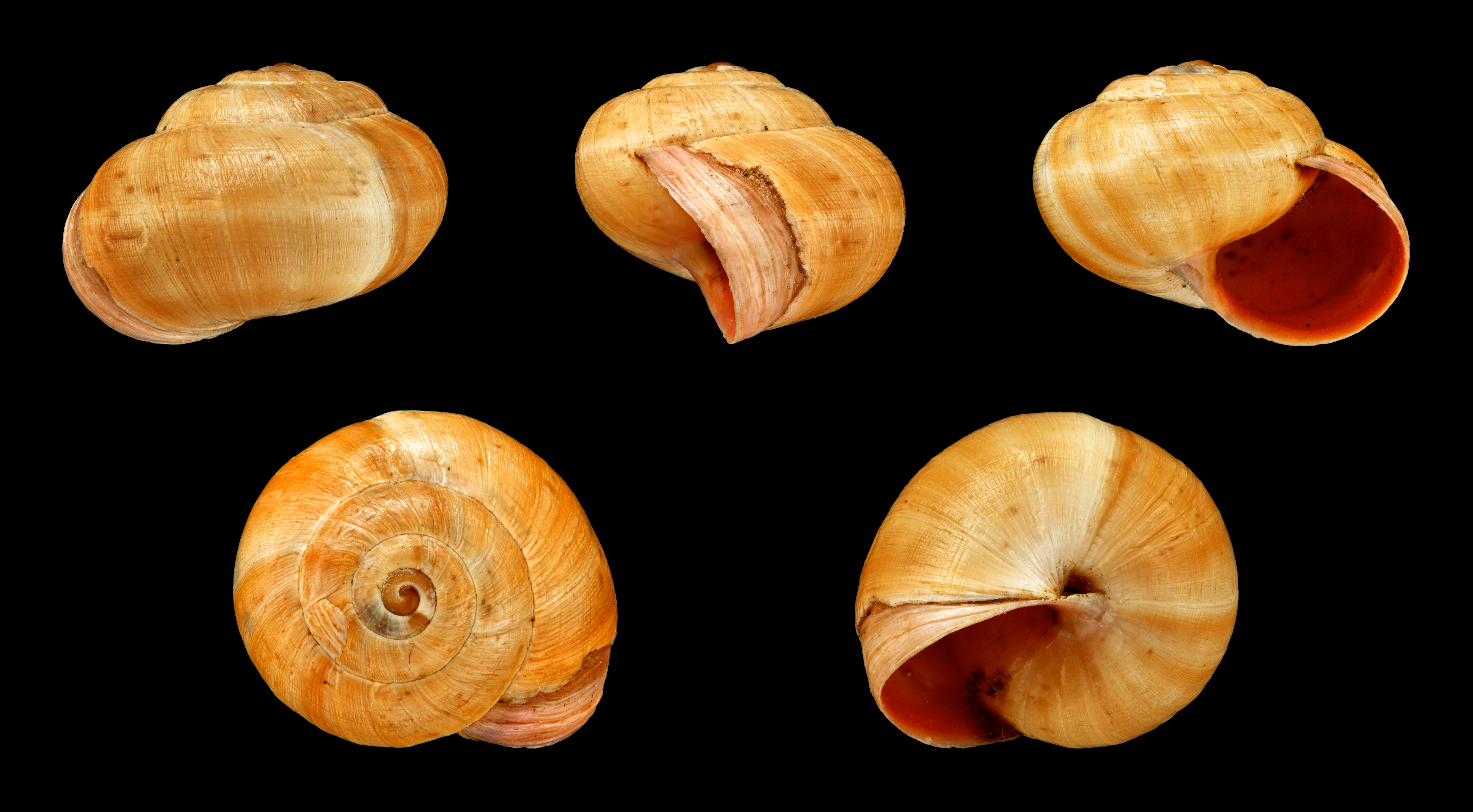
Theba pisana concolor
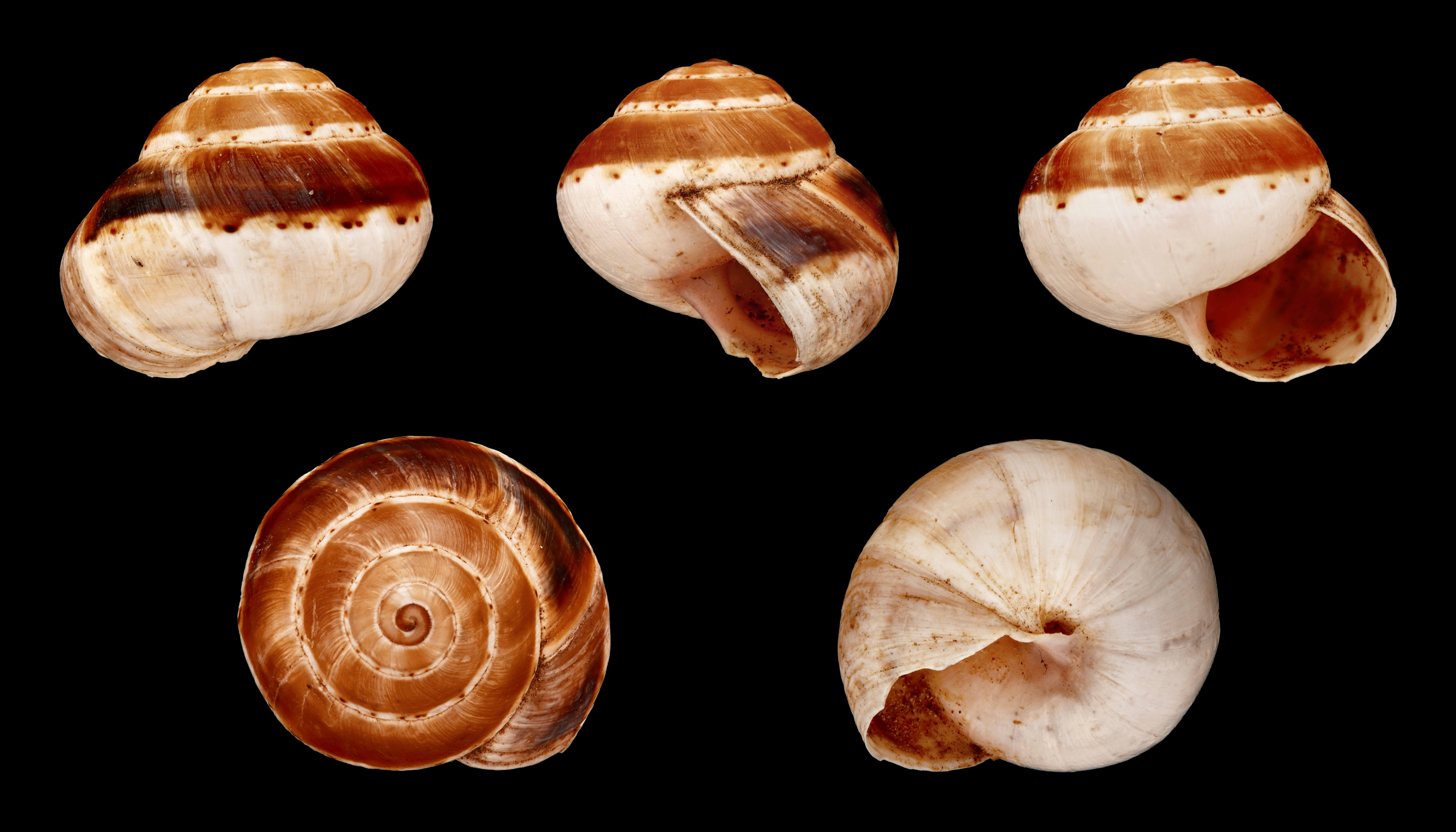
Theba pisana dermoi
Theba pisana fauxrosea
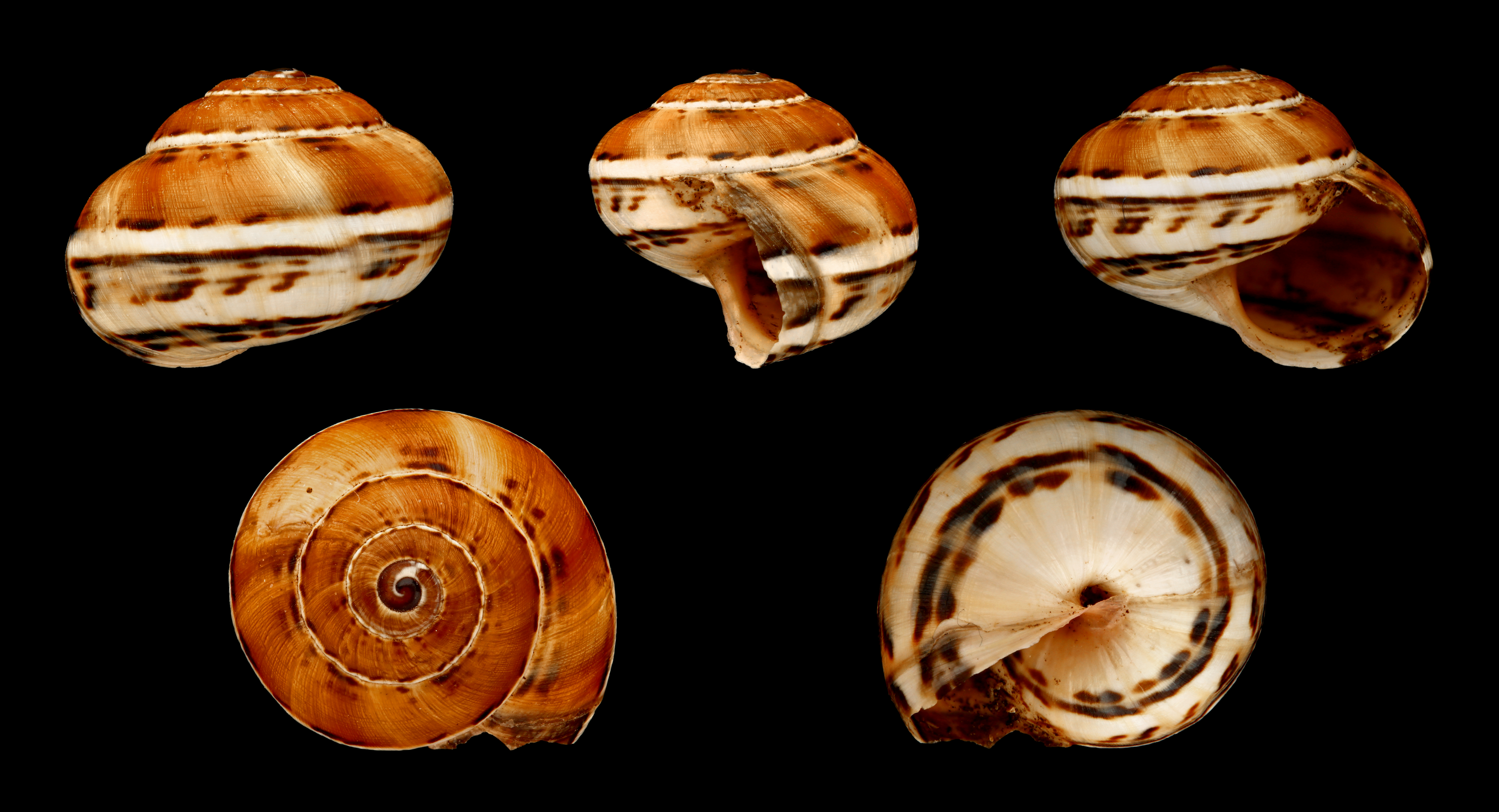
Theba pisana ferruginea
Theba pisana lineolata
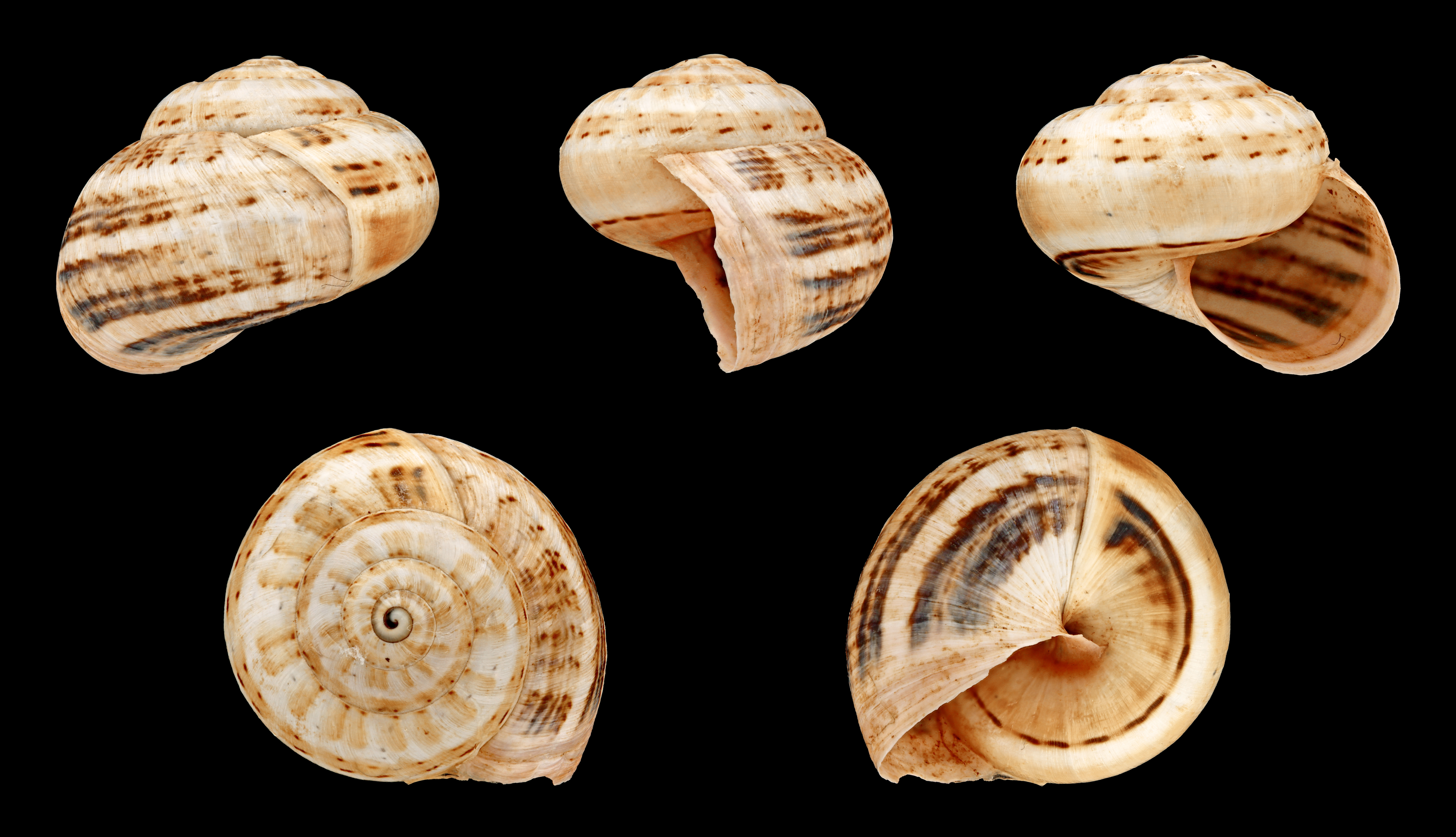
Theba pisana major
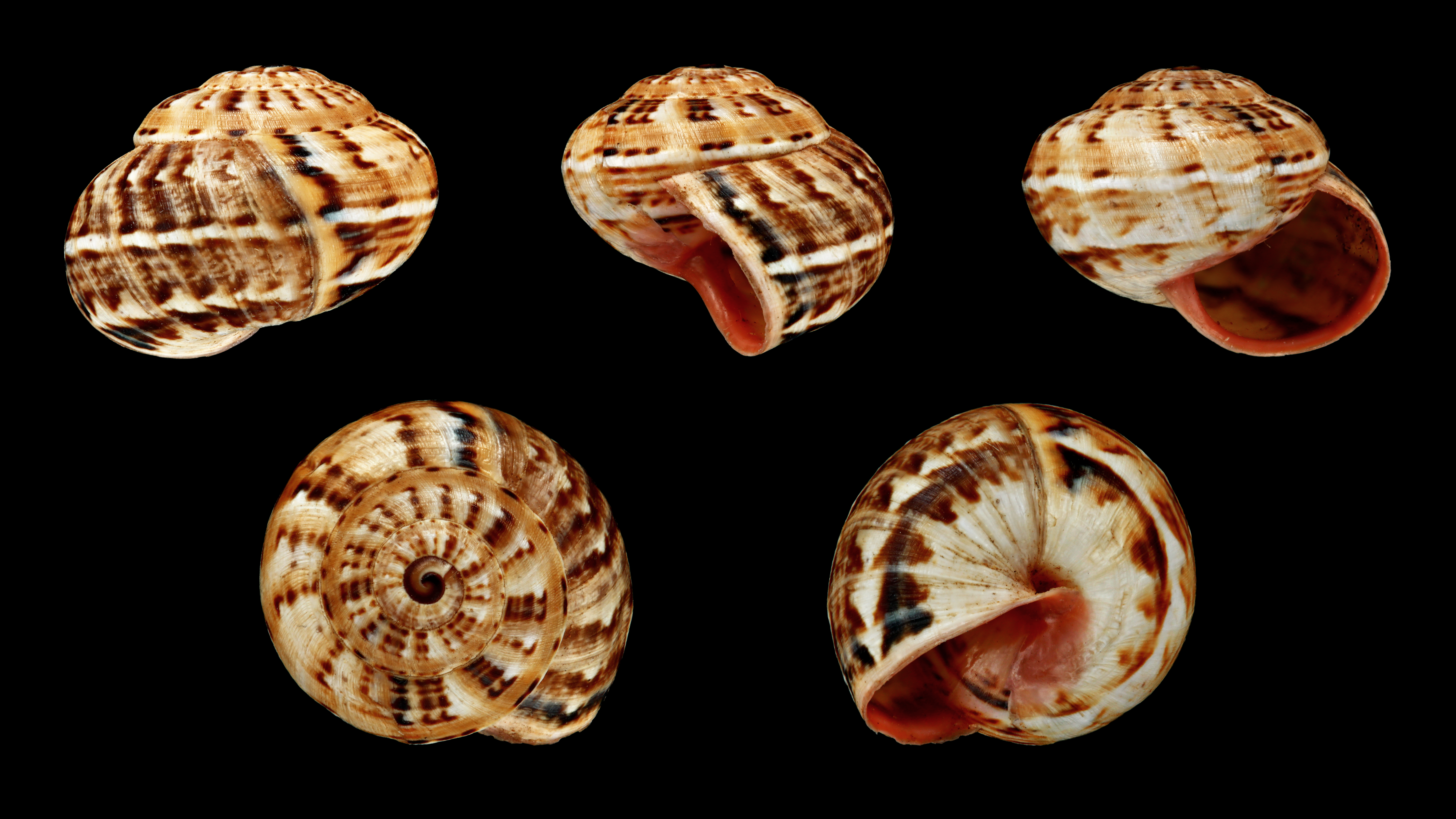
Theba pisana minor
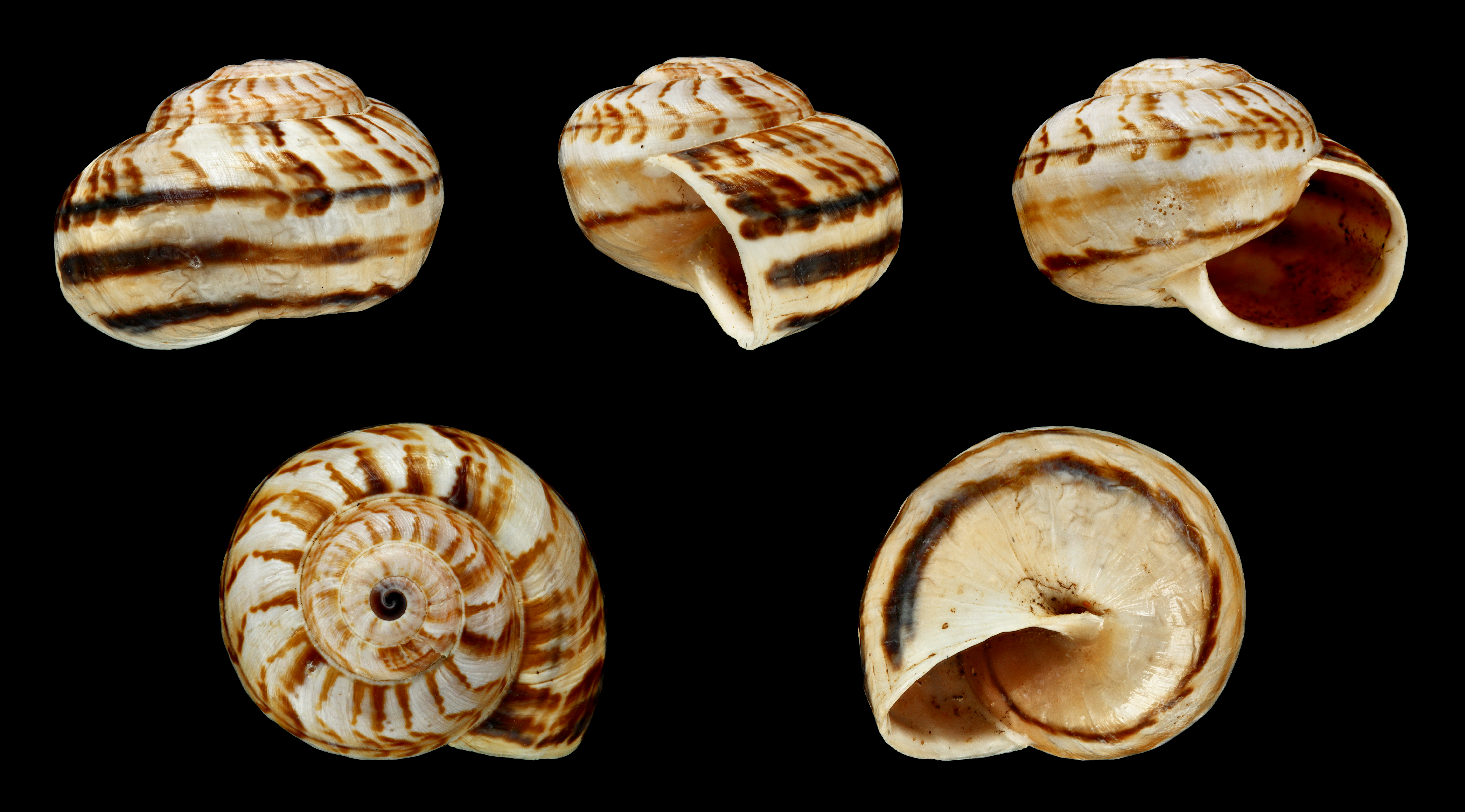
Theba pisana musica
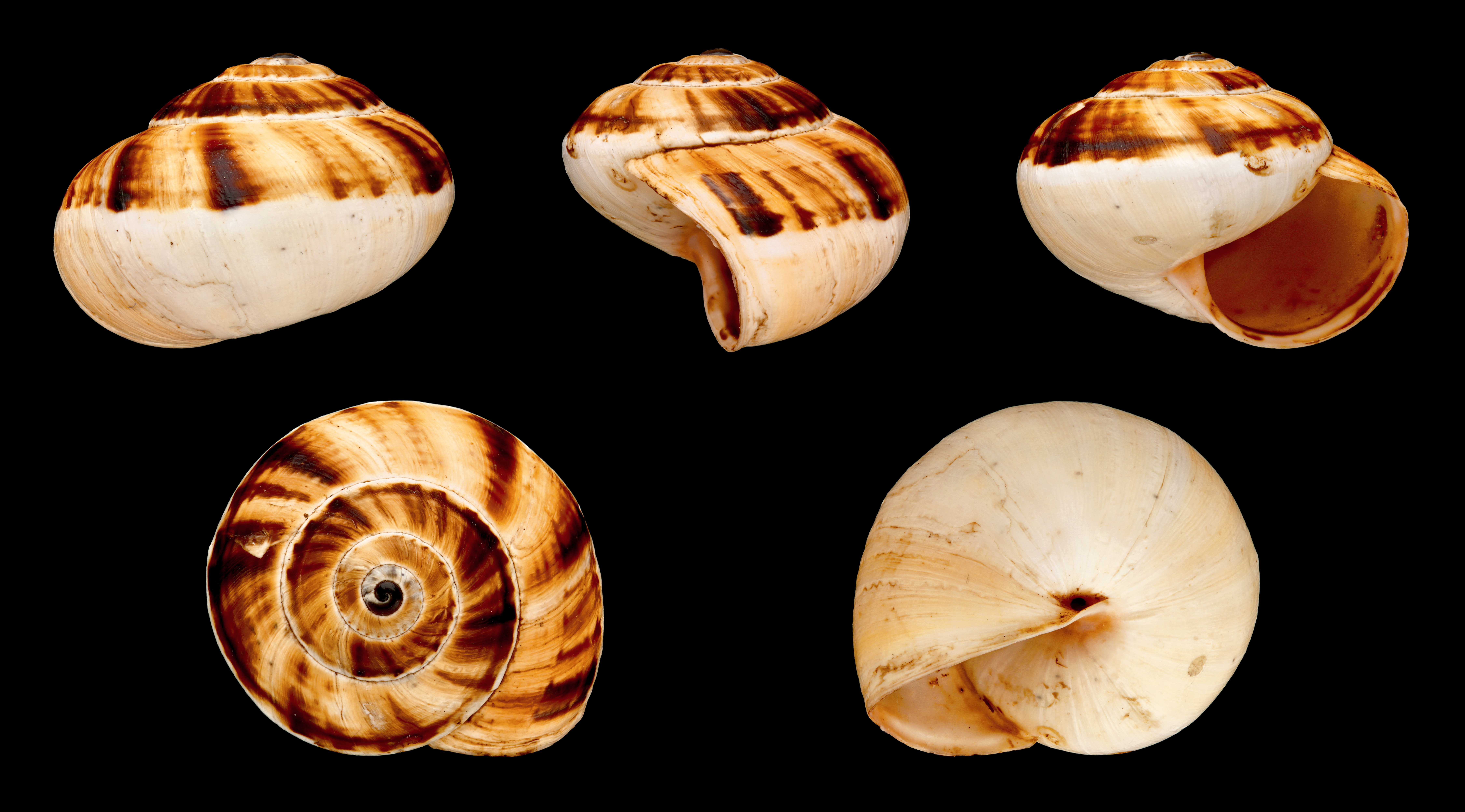
Theba pisana semifulva
Theba pisana sertum